# Muzy
Muzy és un municipi francès situat al departament de l'Eure i a la regió de Normandia. L'any 2007 tenia 818 habitants.

## Demografia

### Població
El 2007 la població de fet de Muzy era de 818 persones. Hi havia 302 famílies de les quals 57 eren unipersonals (16 homes vivint sols i 41 dones vivint soles), 106 parelles sense fills, 127 parelles amb fills i 12 famílies monoparentals amb fills.
La població ha evolucionat segons el següent gràfic:
Habitants censats

### Habitatges
El 2007 hi havia 365 habitatges, 311 eren l'habitatge principal de la família, 45 eren segones residències i 10 estaven desocupats. 362 eren cases i 3 eren apartaments. Dels 311 habitatges principals, 290 estaven ocupats pels seus propietaris, 16 estaven llogats i ocupats pels llogaters i 5 estaven cedits a títol gratuït; 12 tenien dues cambres, 29 en tenien tres, 73 en tenien quatre i 197 en tenien cinc o més. 230 habitatges disposaven pel capbaix d'una plaça de pàrquing. A 119 habitatges hi havia un automòbil i a 183 n'hi havia dos o més.

### Piràmide de població
La piràmide de població per edats i sexe el 2009 era:
| Homes | Edats   | Dones |
| ----- | ------- | ----- |
| 0     | 95 o +  | 4     |
| 4     | 90 a 94 | 4     |
| 4     | 85 a 89 | 12    |
| 8     | 80 a 84 | 4     |
| 12    | 75 a 79 | 8     |
| 12    | 70 a 74 | 8     |
| 16    | 65 a 69 | 20    |
| 8     | 60 a 64 | 16    |
| 24    | 55 a 59 | 12    |
| 8     | 50 a 54 | 20    |
| 32    | 45 a 49 | 32    |
| 48    | 40 a 44 | 40    |
| 32    | 35 a 39 | 36    |
| 20    | 30 a 34 | 12    |
| 8     | 25 a 29 | 8     |
| 16    | 20 a 24 | 8     |
| 16    | 15 a 19 | 36    |
| 20    | 10 a 14 | 28    |
| 24    | 5 a 9   | 28    |
| 8     | 0 a 4   | 12    |

## Economia
El 2007 la població en edat de treballar era de 563 persones, 413 eren actives i 150 eren inactives. De les 413 persones actives 390 estaven ocupades (209 homes i 181 dones) i 23 estaven aturades (10 homes i 13 dones). De les 150 persones inactives 73 estaven jubilades, 42 estaven estudiant i 35 estaven classificades com a «altres inactius».

### Ingressos
El 2009 a Muzy hi havia 305 unitats fiscals que integraven 832,5 persones, la mediana anual d'ingressos fiscals per persona era de 21.067 €.

### Activitats econòmiques
Dels 21 establiments que hi havia el 2007, 2 eren d'empreses de fabricació d'altres productes industrials, 7 d'empreses de construcció, 5 d'empreses de comerç i reparació d'automòbils, 1 d'una empresa de transport, 1 d'una empresa d'informació i comunicació, 1 d'una empresa financera i 4 d'empreses de serveis.
Dels 4 establiments de servei als particulars que hi havia el 2009, 1 era un guixaire pintor, 1 lampisteria, 1 electricista i 1 empresa de construcció.
L'any 2000 a Muzy hi havia 6 explotacions agrícoles.

## Equipaments sanitaris i escolars
El 2009 hi havia una escola elemental.

## Poblacions més properes
El següent diagrama mostra les poblacions més properes.